# Datong, Daqing
Datong är ett stadsdistrikt i Daqings stad på prefekturnivå  i Heilongjiang-provinsen i nordöstra Kina. Det ligger omkring 160 kilometer väster om provinshuvudstaden Harbin.